# Fängelsemuseum

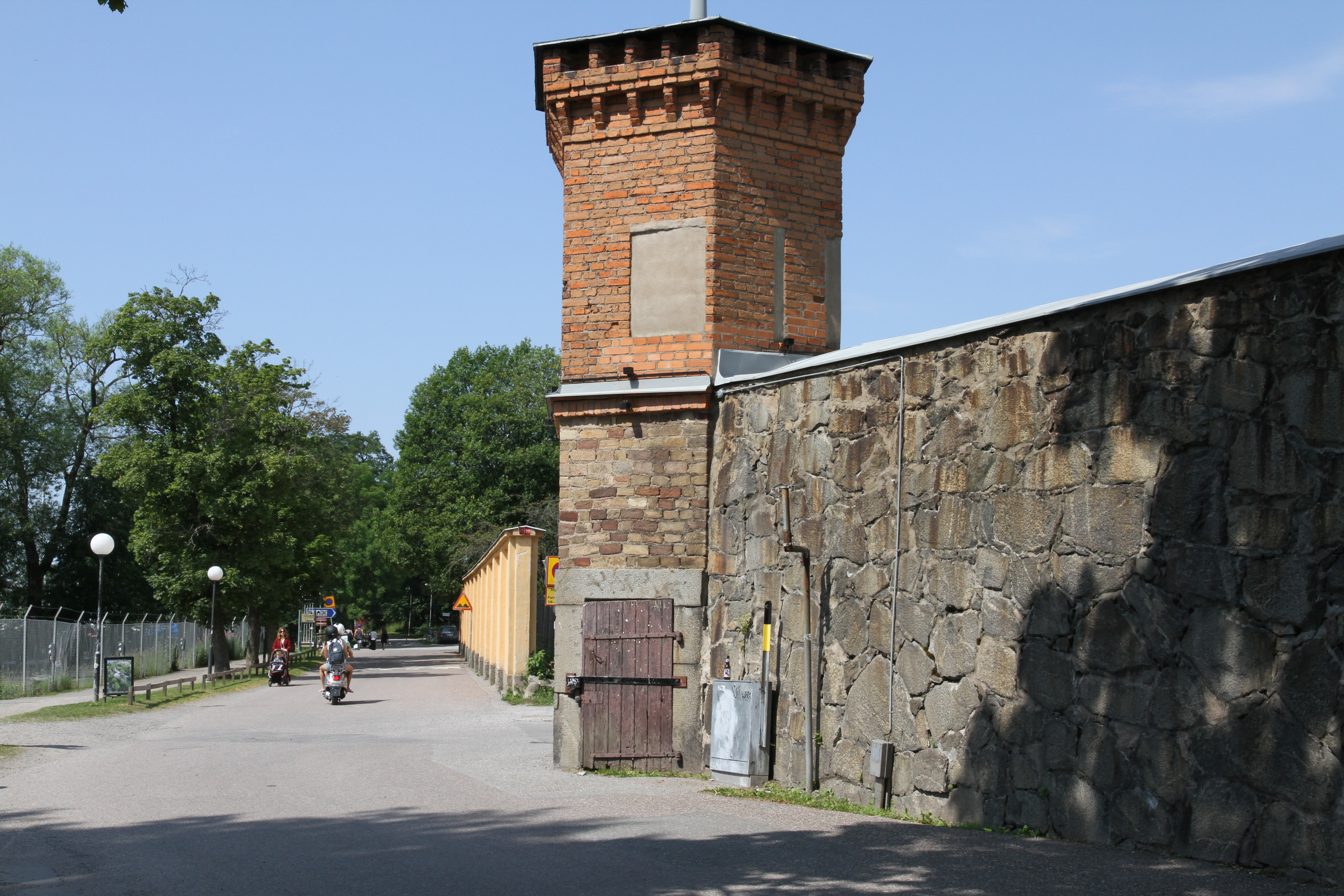
Vakttorn på Långholmens tidigare fängelse, ett fängelsemuseum i Sverige.

Ett fängelsemuseum är ett museum med utställningar och samlingar helt relaterade till fängelser eller andra former av kriminalvårdsanstalter. De ligger i allmänhet i gamla fängelsebyggnader.

## Sverige
I Sverige finns flera fängelsemuseer, till exempel Sveriges fängelsemuseum vid Straffängelset i Gävle och Långholmens centralfängelse i Stockholm.

### Fängelsemuseer i Sverige
- Fängelsemuseet i Gävle
- Fängelsemuseet på Långholmen